# Uganda i olympiska sommarspelen 2000
Uganda deltog i de olympiska sommarspelen 2000 med en trupp bestående av tretton deltagare, nio män och fyra kvinnor, men ingen av landets deltagare erövrade några medaljer.

## Bordtennis
Damsingel
- Mary Musoke

## Boxning
Lätt flugvikt
- Muhamed Kizito
  - Omgång 1 — Förlorade mot Ivanas Stapovičius från Litauen (→ gick inte vidare)

Flugvikt
- Jackson Asiko
  - Omgång 1 — Förlorade mot Arlan Lerio från Filippinerna (→ gick inte vidare)

Bantamvikt
- Abdu Tebazalwa
  - Omgång 1 — Förlorade mot César Morales of Mexiko (→ gick inte vidare)

Fjädervikt
- Kassim Napa Adam
  - Omgång 1 — Förlorade mot Tulkunbay Turgunov från Uzbekistan (→ gick inte vidare)

## Bågskytte
| Damernas individuella |                    |                        |         |
|                       | Margaret Tumusiime |                        |         |
| Sextondelsfinal       | Förlorade mot      | Soo-Nyung Kim Sydkorea | 164-124 |

## Friidrott
Herrarnas 400 meter
- Davis Kamoga
  - Omgång 1 — 45.92
  - Omgång 2 — 45.74 (→ gick inte vidare)

Herrarnas 800 meter
- Paskar Owor
  - Omgång 1 — 01:49.99 (→ gick inte vidare)

Herrarnas 1 500 meter
- Julius Achon
  - Omgång 1 — 03:39.40
  - Semifinal — 03:40.32 (→ gick inte vidare)

Herrarnas maraton
- Alex Malinga
  - Final — 2:24:53 (→ 57:e plats)

Damernas 800 meter
- Grace Birungi
  - Omgång 1 — 02:03.32 (→ gick inte vidare)